# Stefaniola punjabensis
Stefaniola punjabensis är en tvåvingeart som beskrevs av Möhn 1971. Stefaniola punjabensis ingår i släktet Stefaniola och familjen gallmyggor. Inga underarter finns listade i Catalogue of Life.